# St-Pie-X (Marseille)

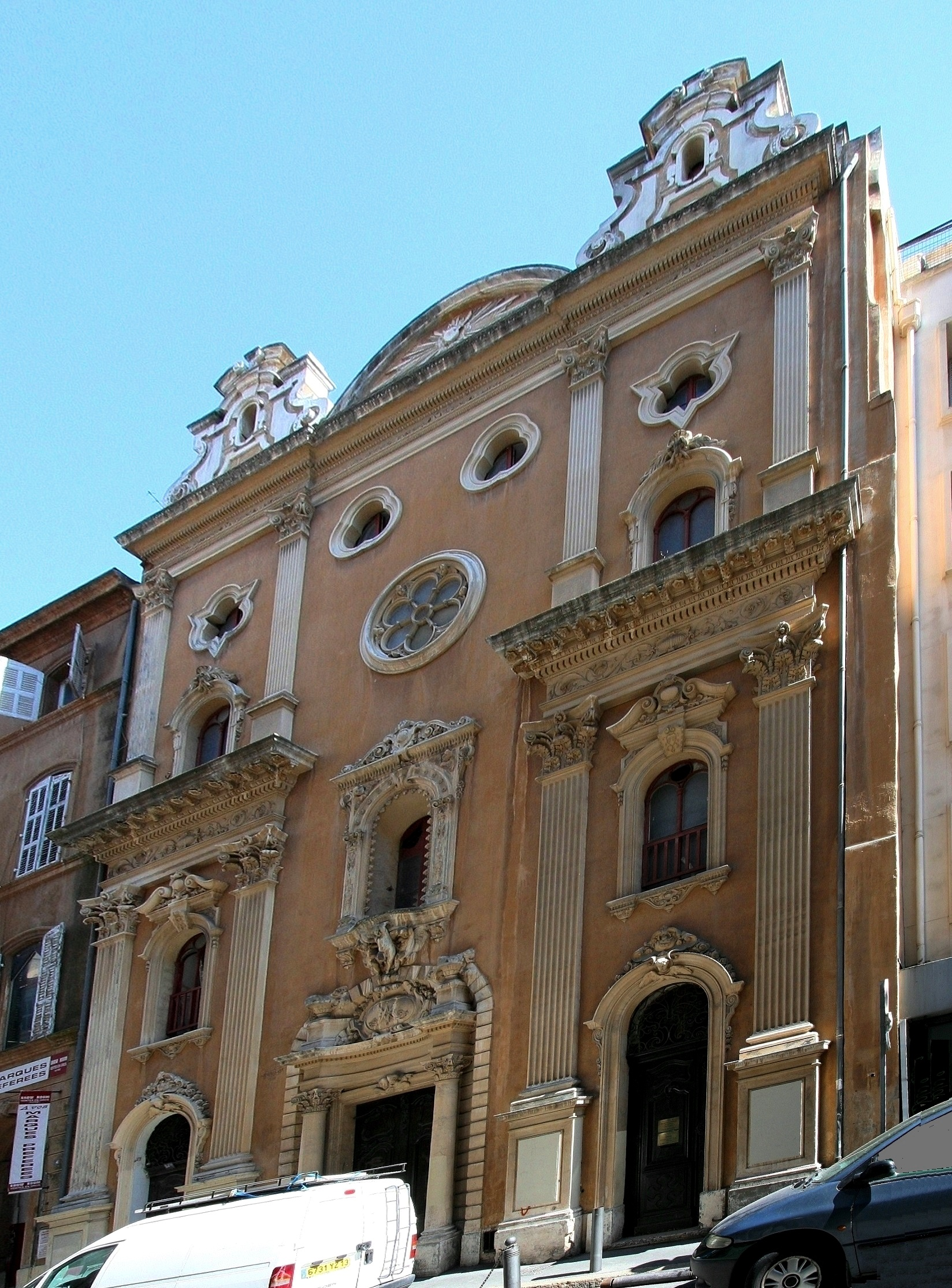
St-Pie-X (Marseille)

Die Kirche Saint-Pie-X, auch: Eglise de la Mission de France, ist eine römisch-katholische Kirche in der südfranzösischen Stadt Marseille.  Das Gebäude steht seit 1965 als Monument historique unter Denkmalschutz.

## Lage und Patrozinium
Die Kirche befindet sich im 1. Arrondissement zwischen dem Bahnhof Marseille-Saint-Charles und der Canebière (Rue Tapis Vert Nr. 44). Sie ist zu Ehren des heiligen Pius X. geweiht.

## Geschichte

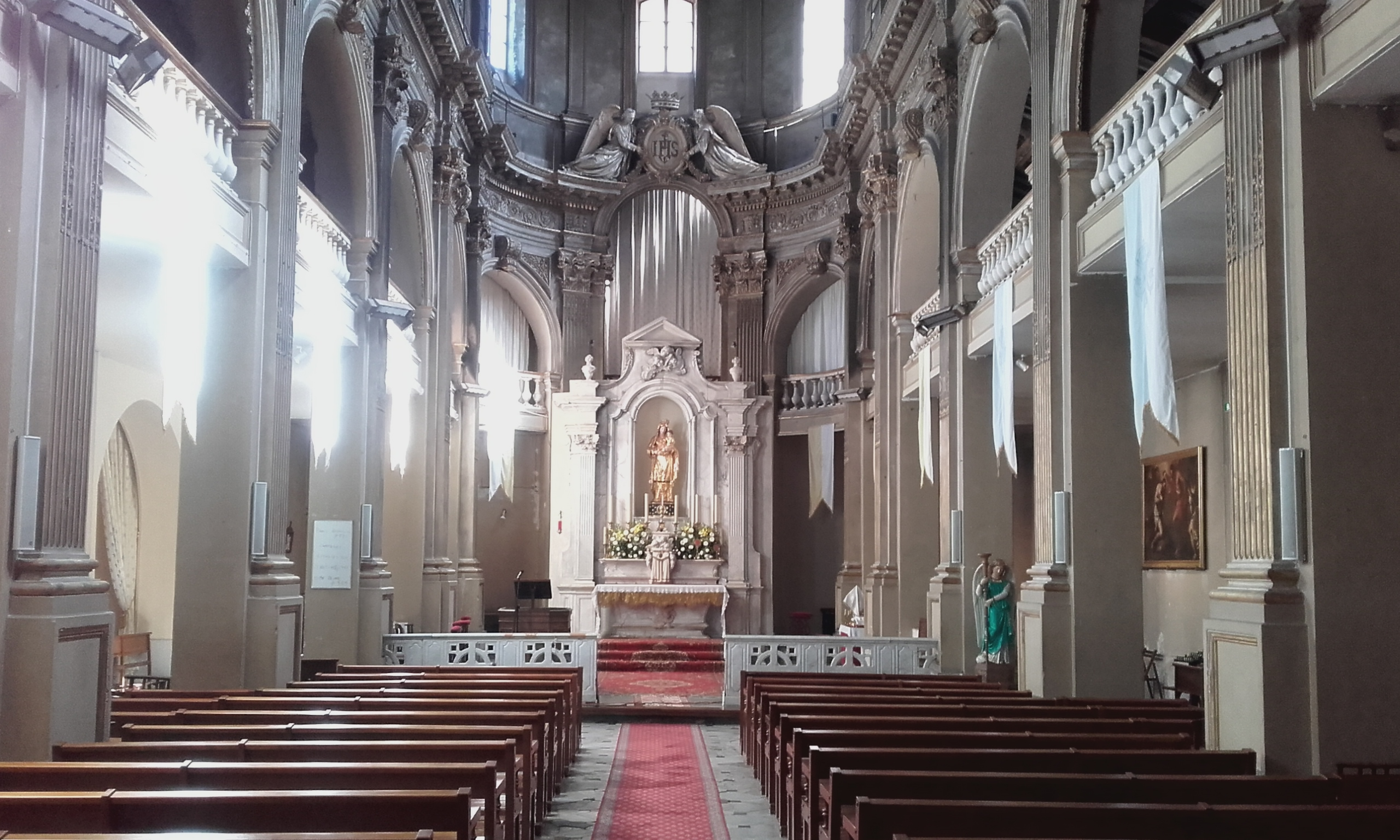
St-Pie-X (Marseille)

Die von 1667 bis 1672 von den Lazaristen (französisch auch: Mission de France) errichtete Kirche wurde in der  Französischen Revolution geschlossen, erlebte verschiedene Nutzungen und war von 1840 bis 1880 in der Hand der Jesuiten, die sie mit umlaufender Tribüne umbauen und 1860 mit einer neobarocken Fassade versehen ließen. Die daran anschließende weltliche Nutzung dauerte ein Jahrhundert, bis das Kirchengebäude 1982 von der Priesterbruderschaft St. Pius X. übernommen und wieder für Gottesdienste genutzt wurde.

## Ausstattung

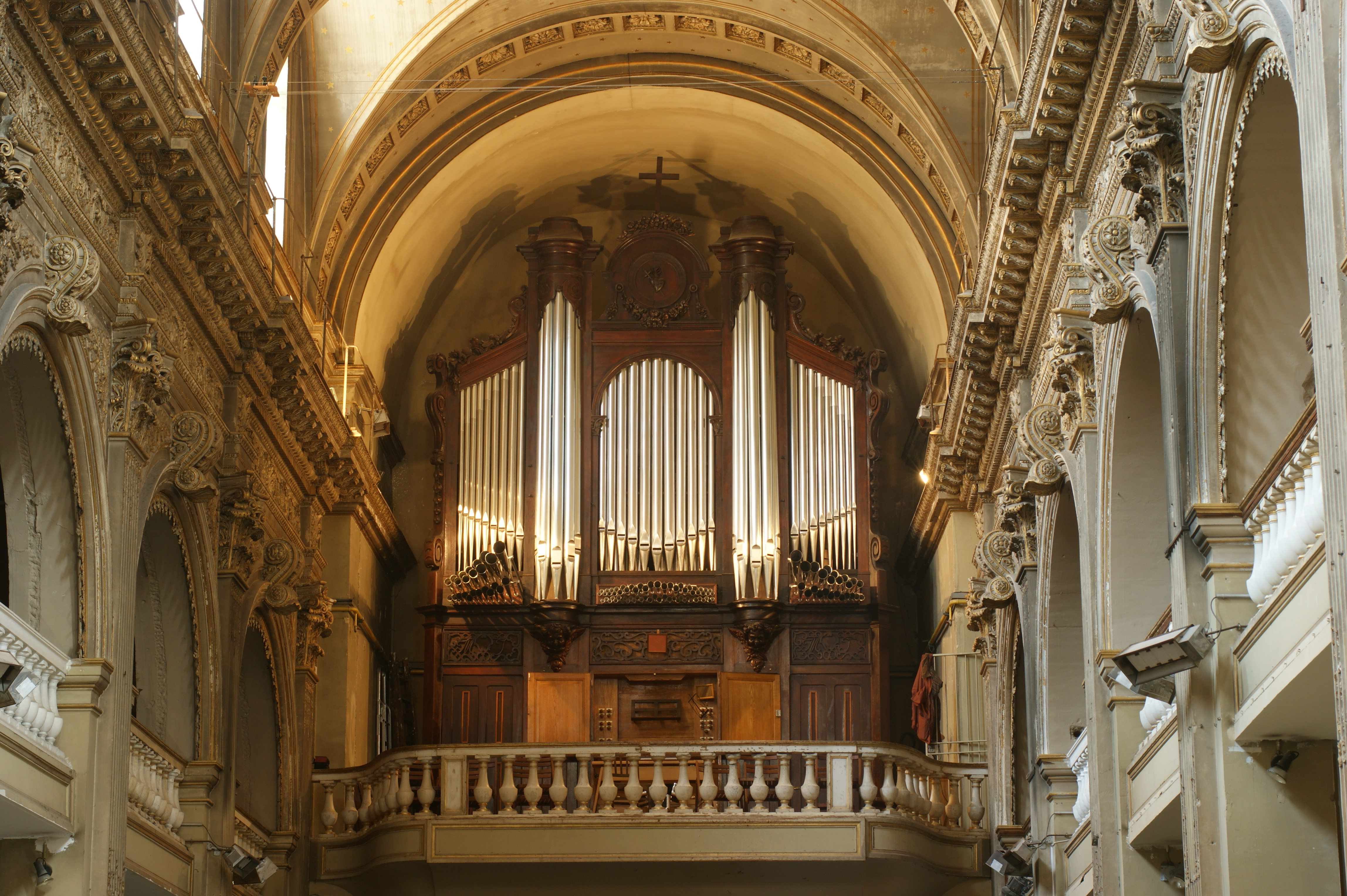
St-Pie-X (Marseille)

Bemerkenswert ist die barocke Taufkapelle von Dominique Fossaty (1710–1792) von 1748. Von der Orgel des Orgelbauers Théodore Puget von 1865 ist nur das Gehäuse übrig. Es enthält inzwischen eine Eule-Orgel von 1970.